# Дитя человеческое (фильм, 1991)
«Дитя человеческое» (латыш. Cilvēka bērns) — художественный фильм режиссёра Яниса Стрейча, снятый по одноимённому роману Яниса Клидзейса на киностудии Trīs в 1991 году.

## Сюжет
На тихом хуторе, среди неброской красоты латгальской природы, живёт в большой, дружной семье семилетний Бонифаций. В его жизни должно произойти печальное событие. Соседка Биги, в которую он влюблён, готовится к свадьбе с посватавшимся к ней завидным женихом Алексисом.
Печальное настроение мальчика не пропало даже после известия о том, что его стараниями побеждён алчный Казачс, чуть было не отнявший дом у бедной вдовы.
На вечеринке у молодожёнов Бонифаций видит заплаканное, но счастливое лицо Биги и забывает о своей обиде. Он просит Пресвятую Деву о благословении новобрачных, чтобы у них всегда был хлеб и достаток, чтобы Алексис был добр к Бригите, чтобы в их дом пришло долгожданное счастье.

## В ролях
- Андрис Рудзинскис — Бонифаций
- Янис Паукштелло — отец
- Аквелина Ливмане — мать
- Болеслав Ружс — дедушка
- Ува Сеглиня — Малвине
- Инесе Лайзане — Зузе
- Майя Корклиша — Анна
- Сигне Дундуре — Биги
- Кристапс Стрейч — Танцис
- Агнесе Латковска — Паулина
- Андрис Корклишс — Юстс
- Наурис Клетниекс — Соломон
- Янис Стрейч — пробст
- Феликс Дейч — Шмукшинс
- Бертулис Пизичс — крёстный
- Антонс Кукойс — Казачс
- Индра Рога — Лидия
- Ромуалдс Анцанс — Исидор
- Мартиньш Данчаускс — Петеритис
- Александрс Зеймульс-Прижевойтс — Алексис

В эпизодах:
А. Штейнс, Я. Жуговс, С. Сила, Я. Цирулис, З. Миглиникс, Г. Медне, В. Звейсалниеце, В. Янсонс, Д. Вернере, М. Зальоканс, А. Руткис, З. Анкипане

## Съёмочная группа
- Автор сценария и режиссёр-постановщик: Янис Стрейч
- Оператор-постановщик: Харий Кукелс
- Художник-постановщик: Освалдс Звейсалниекс
- В фильме звучит музыка Форе, Бетховена, Моцарта, Латгальские народные песни
- Продюсер: Роланд Калныньш
- Звукооператор: Игорь Яковлев
- Режиссёр: Болеслав Ружс
- Оператор: Эдгар Аугустс
- Художник по костюмам: Сандра Сила
- Художник-гримёр: Эдита Нориете
- Монтажёр: Майя Индерсоне
- Редактор: Антон Брок
- Директор: Лилия Лиепиня

## Награды
- 1991 — Победитель в номинации «Лучший полнометражный игровой фильм» на кинофестивале «Большой Кристап»
- 1991 — Премия министерства культуры СССР
- 1992 — Главный приз Международного кинофестиваля авторского фильма в Сан-Ремо
- 1993 — Приз зрительских симпатий кинофестиваля «Вторая премьера»
- 1994 — Приз Христианского жюри Международного кинофестиваля детского кино в Москве
- 1994 — Специальный диплом Детского жюри Международного кинофестиваля детского кино в Москве за лучшее исполнение детской роли Андрисом Рудзинскисом